# Альфа Северной Короны
Альфа Северной Короны (α CrB, α Coronae Borealis) — спектрально-двойная звезда, ярчайшая в созвездии Северной Короны. Имеет несколько исторических названий:
- Альфекка[2] от арабского نير الفكّة nayyir al-fakka «яркая [звезда] разорванного [круга]».
- Гемма[2], что в переводе с латыни обозначает драгоценный камень.
- Гнозия, от латинского выражения Gnōsia stella corōnæ, встречающегося у Вергилия в дидактической поэме Георгики (Georgics).[3]

α Северной Короны является затменной переменной типа Алголя спектрального класса A0, её звёздная величина меняется от +2,21m до +2,31m с периодом 17,36 дня. Её затмевает компаньон, имеющий звёздную величину +7,1m и спектральный класс G5. Он отстоит от главного компонента на среднее расстояние 0,2 а. е. (от 0,13 а. е. до 0,27 а. е.), что соответствует примерно половине расстояния от Солнца до Меркурия. Звезду окружает большой диск из пыли, примерно такой же, какой окружает Вегу. В настоящее время идёт дискуссия, как двойная звёздная система влияет на динамику подобного диска, в том числе и на формирование планет. Входит в движущуюся группу звёзд Большой Медведицы.